# Gare de Charix - Lalleyriat
La gare ferroviaire de Charix - Lalleyriat est une ancienne gare ferroviaire française de la ligne de Bourg-en-Bresse à Bellegarde, située sur le territoire de la commune du Poizat-Lalleyriat (commune déléguée de Lalleyriat) à proximité de Charix, dans le département de l'Ain, en région Auvergne-Rhône-Alpes.
Mise en service en 1882 par la Compagnie des Dombes et des chemins de fer du Sud-Est, elle est fermée au service des voyageurs depuis 1990.

## Situation ferroviaire
Établie à 587 mètres d'altitude, la gare de Charix - Lalleyriat est situé au point kilométrique (PK) 49,069 de la ligne de Bourg-en-Bresse à Bellegarde entre les gares fermées des Neyrolles et de Saint-Germain-de-Joux. 

## Histoire
La gare de Charix est mise en service le 1er avril 1882, jour de l'ouverture à l'exploitation du tronçon de La Cluse à Bellegarde qui fait partie de la ligne de Bourg-en-Bresse à Bellegarde, par la Compagnie des Dombes et des chemins de fer du Sud-Est. Elle devient une gare du réseau de la Compagnie des chemins de fer de Paris à Lyon et à la Méditerranée (PLM) le 1er janvier 1884, lors de la vente de la ligne par la Compagnie des Dombes. Elle est propriété de la SNCF à partir de la nationalisation en 1938.
Le bâtiment voyageurs est fermé et démoli avant la fermeture de la ligne, et remplacé par un simple arrêt.
Le tronçon de La Cluse à Bellegarde de la ligne de Bourg-en-Bresse à Bellegarde a fermé en 1990 tout comme la gare ; ce tronçon, ni déposé, ni déclassé, est devenu la propriété de RFF en 1997, année de la création de cette entreprise. De septembre 2005 à 2010, la ligne a connu d'importants travaux de restructuration (électrification, voie neuve et signalisation) mais il n'a pas été décidé de rouvrir la gare aux voyageurs. Elle ne sert que pour certains services par la création d'une voie de service en impasse et l'évitement est conservé.